# Princess Gwenevere and the Jewel Riders
Princess Gwenevere and the Jewel Riders (também conhecida como Starla e as Jóias Encantadas  em Portugal e em boa parte da Europa, e às vezes também grafada como "Princesa Guinevere" ) é um desenho animado produzido pela Bohbot Productions e depois pela BKN, em parceria com a Hasbro. Transmitida originalmente nos Estados Unidos entre 1995 e 1996, Starla passou a primeira vez em Portugal em 1997 na SIC, depois, voltou a repetir mais tarde no Canal Panda e em 2010 no Panda Biggs.
Jewel Riders é inspirado em mitos arturianos e em muitos aspectos é semelhante a animação Galaxy Rangers e ambas as séries tiveram o mesmo criador e diretor (e co-roteirista), Robert Mandell , bem como alguns dos seus escritores, incluindo Christopher Rowley. O show também assumiu a lenda do Rei Artur, adotada anteriormente na animação King Arthur & the Knights of Justice , e compartilha semelhanças com o sub-gênero magical girl de anime. Também mais tarde se tornou a base para a série de romance Avalon: Web of Magic.  
A história é vagamente inspirada na lenda do Rei Artur. Gwenevere/Starla é princesa do reino mágico de Avalon e está encarregada de defender o reino da Lady Kale, uma feiticeira malvada. Starla conta com a ajuda das suas amigas Fallon e Tamara, cada uma tem uma pedra especial e o seu unicórnio para combater o mal em Avalon. Starla e as suas amigas vão procurar as jóias da coroa e trazer Merlin de volta. Na versão original, a personagem-título tem o seu nome parecido com o da esposa de Arthur, Guinevere, além de outros personagens arturianos estão incluidos no show, tais como Merlin, Morgana e a Dama do Lago.

## História

### 1ª Temporada
A série se passa depois de mil anos passados desde a vitória de Merlin sobre Morgana. Orientadas por Merlin, as Cavaleiras das Jóias são as responsáveis por manter a magia na Nova Camelot, que defendem as leis do Reino de Avalon e defendem seu povo por gerações. Com o desaparecimento de Merlin, o atual trio de Cavaleiras das Jóias, auxiliado por seus amigos animais, têm a tarefa de salvar Avalon de Lady Kale, uma feiticeira que usa a magia para o mal.
A história se passa durante as duas partes do episódio piloto "A Demanda das Jóias". Princesa Gwenevere, filha mais nova dos governantes de Avalon, Rainha Anya e Rei Jared, está sendo preparada pelo grande mago Merlin para poder se tornar uma Cavaleira da Joia. Gwenevere ainda está para receber o poder mágico da Pedra Encantada no Círculo sagrado da Cerimônia da Amizade, enquanto suas melhores amigas Tamara e Fallon já exercem os poderes da Pedra da Lua e a Pedra do Coração; suas jóias, além de seus próprios poderes diferentes, estão permitindo que elas se comuniquem com seus amigos especiais - os animais mágicos. Gwen tem 16 anos de idade e precisa primeiro procurar um animal e, assim, cumprir o seu destino e tornar-se a nova líder das Cavaleiras da Joia. No entanto, a Lady Kale sedenta de poder, uma princesa com ciúmes, que acabou virando uma vilã, tem dedicado sua vida a buscar vingança sobre Merlin pelo fato de que ele negou a Pedra do Sol a ela, que acabou sendo dada a sua irmã, Anya. Kale foi banida de Camelot por conspirar para tomar o trono e querer roubar todas as jóias da coroa. Usando a bruxaria maligna de sua recém-descoberta Pedra Negra, Kale aprisiona Merlin e envia ele para o reino oculto da magia selvagem. Mas, no último momento, antes que ela pode roubar os poderes das jóias da coroa, Merlin usa seus poderes restantes para espalhar todas as pedras para seus lugares de origem em Avalon. Para que Merlin volte a Avalon, as Cavaleiras devem procurar todas as Jóias da Coroa.
Avalon descansa com a Cavaleiras das Jóias, a última encarnação do que consiste a princesa e seus dois melhores amigos. Gwenevere consegue encontrar seu amigo especial, o que acaba por ser Sunstar, um bravo unicórnio alado apenas resgatado por seu cativeiro. Cada uma das Cavaleiras tem uma Jóia Encantada própria, o que lhes permite usar uma armadura e viajar com segurança através da dimensão perigosa da magia selvagem e chegar a vários locais. Ao longo do caminho, os protagonistas devem lidar com os esforços egoístas de seu inimigo implacável, que prometeu a dominar toda a magia de Avalon, não importa as conseqüências. Usando a magia das jóias encantadas e sua amizade, elas devem recuperar as jóias da coroa e salvar o reino. As Cavaleiras da Joia são guiadas ao longo de sua odisséia pelas árvores falantes. Para a maioria dos episódios, o enredo principal é o de "recuperar as jóias e deixar o reino em paz novamente". As jóias da coroa incluem a Joia do Bosque na floresta de Ravenwood, a Joia dos Sonhos encontrada dentro do arco-íris que cai nas colinas, a Joia de Fogo encontrado na Torre de Glog nas montanhas, a Joia do Deserto encontrada no reino mágico de Faeryland, a Joia Mistica da Rosa encontrada nos mouros Misty, e a Joia Selvagem encontrada no covil escondido de Morgana.
Durante as duas partes finais da primeira temporada, Kale consegue assumir o controle do Palácio de Cristal e se torna aparentemente toda-poderosa. Ela, então, derruba Anya, desencadeia o escuro anti-magia de Avalon, tira os poderes das Cavaleiras das Jóias e faz-se uma nova rainha. Mas Merlin puxa Kale com ele e prende ela lá por tempo suficiente para que as Cavaleiras da Joia possam liberar a magia do Palácio de Cristal, e quando Kale volta, ela se desintegrou durante a tentativa de aproveitar o poder supremo das jóias da coroa reunidas. Avalon é restaurado a partir de intromissão de Kale. Porém, devido ao fato de que Kale morreu antes de acabar com a Magia Selvagem, assim como Merlin continuou preso, deixando a série ainda não resolvida totalmente.

### 2ª Temporada
Na segunda temporada, em vez de Jóias da Coroa, Gwenevere e as Cavaleiras das Jóias procuram outro esconderijo para as jóias mágicas, embora ainda lutando contra as forças das trevas. A ameaça de Lady Kale ainda não acabou e ela retorna inesperadamente com um poderoso adversário novo.
Kale cria um palácio flutuante dentro da magia selvagem, onde ela se materializa e atende a seu salvador, Morgana a Feiticeira, uma lendária feiticeira, criadora da Pedra Negra. Há um milênio atrás, Morgana tentou comandar Avalon com sua mágia, mas foi vencida por Merlin e ela permanece presa pela magia selvagem, desde então, incapaz de voltar. Quando Morgana percebe que a Pedra Negra agora pertence a Kale e ela não consegue controlá-la, as duas fazem uma aliança para trabalhar juntas contra Merlin. Enquanto isso, as Cavaleiras das Jóias percebem que as jóias da Coroa podem le dar poderes mais fortes e imensamente mais poderosos que os anteriores. As meninas precisam aprender a usar os seus poderes reforçados, enquanto elas continuam sua busca para trazer Merlin de volta e proteger Avalon, e logo eles ficam cara-a-cara com a poderosa Morgana e percebem que elas estão enfrentando um inimigo novo.
As 7 Jóias do Feitiço são a Joia do Jardim (em formato de uma flor), a Joia do Unicórnio (no formato de um chifre de unicórnio), o Joia do Mar (no formato de uma concha), a Joia do Tempo (em forma de uma ampulheta), a Joia de Arden (no formato de uma folha), a Joia da Fortuna (em forma de topo) e a Joia Negra em si. Os cavaleiros estão agora tentando capturar as jóias antes que eles podem cair nas mãos de Morgana, que quer usar sua magia para completar sua conquista de Avalon, enquanto ao mesmo tempo Kale também procura-los para si mesma enquanto supostamente trabalha para Morgana. Durante uma de suas aventuras, Gwenevere encontra um homem bonito, um misterioso jovem chamado Ian (um lobisomem que mais tarde a salva durante a batalha final), se apaixonando por ele, e Tamara encontra um animal mágico para ela, o que acaba por ser um unicórnio listrado chamado Shadowsong.
Durante a conclusão da série, a princesa Gwenevere e Ian enfrentam Kale no Coração de Avalon, onde as jóias são dadas pela Dama do Lago (o Espírito de Avalon) para Gewn, que transforma Kale em pedra. No episódio final, as cavaleiras se juntam para lutar contra Morgana em um teste de habilidades e inteligência. Parece que Morgana tem prevalecido, mas ela se esquece de sua própria pedra negra. No confronto final, Gewn liberta Merlin, que usa o poder de todas as jóias para restaurar Avalon.

## Episódios
- Episódio 1 - A demanda das jóias
- Episódio 2 - A demanda das jóias (2a parte)
- Episódio 3 - O monte do feiticeiro
- Episódio 4 - As árvores andantes não sabem dançar
- Episódio 5 - A canção do arco-íris
- Episódio 6 - Para quem os sinos tocam
- Episódio 7 - A fada princesa
- Episódio 8 - Terras más
- Episódio 9 - Querida pedra do coração
- Episódio 11 - Campo dos sonhos
- Episódio 12 - A vingança da pedra negra
- Episódio 13 - O círculo completo
- Episódio 14 - Morgana
- Episódio 15 - O unicórnio chamado Shadowsong
- Episódio 16 - A febre da moda
- Episódio 17 - O vale dos unicórnios
- Episódio 18 - O principe da floresta
- Episódio 19 - O feiticeiro de gardenia
- Episódio 20 - A jóia do mar
- Episódio 21 - Sarilhos em Elftown
- Episódio 23 - A ilha do mistério
- Episódio 24 - A jóia da sorte
- Episódio 25 - O espírito de Avalon
- Episódio 26 - A jóia única

## Produção
O título inicial da série foi Enchanted Camelot (adquirida como tal em 1994 pela LIVE Entertainment , juntamente com as séries Skysurfer Strike Force e Highlander: The Animated Series). Enchanted Camelot era visivelmente diferente do que foi a versão final da série, incluindo grandes diferenças no desenho das personagens.  Ela foi descrita como "uma fantasia de aventura sobre um feiticeiro e uma linda princesa que tem que manter jóias místicas encantadas fora do alcance das forças do mal". O show foi renomeado duas vezes no curso de desenvolvimento, primeiro com o nome de  Princess Guinevere and Her Jewel Adventures em março de 1995,   antes de eventualmente se tornar Princess Gwenevere and the Jewel Riders. Efeitos CGI foram feitos por Ian Tetrault em Autodesk 3ds Max e Adobe After Effects.
De acordo com o The Buffalo News, a equipe de produção de Jewel Riders queria que as meninas servissem como modelos positivos para as meninas. Bohbot descreveu a série como "uma história clássica", incorporando "temas fortes de amizade, trabalho em equipe, responsabilidade e resolução de conflitos sem violência". Após a segunda temporada, a série não foi renovada para 1997.  A terceira temporada foi supostamente planejada para o outono de 1998. 

### Promoção
De acordo com Robert Mandell, o show foi originalmente encomendado pela Hasbro para que pudesse ser lançado uma linha de brinquedos. No entanto, de acordo com a Variety , Bohbot "trabalhou com o conceito da princesa Gwenevere junto com a Hasbro Brinquedos, que, após uma ampla pesquisa de mercado, ficou entusiasmada com o projeto, colaborando em parceria com a Bohbot no desenvolvimento da propriedade". Em fevereiro de 1996 ofereceu aos espectadores a oportunidade de ganhar brinquedos da Princesa Gwenevere se enviadas as palavras de código corretas do show. 

## Lançamento

### Redes de TV
O show foi transmitido inicialmente no bloco Amazin'! Adventures, feito em parceria com a Saban Entertainment e DiC Entertainment, sendo exibido neste bloco entre 1995-1996, passando também por mais de 106 redes de televisão dos Estados Unidos. 
Fora do seu país de origem, ele foi exibido na Bulgária (como Принцеса Старла и сияйните ездачи), no Canadá pela YTV, na Croácia (como Princeza Starla i cuvari dragulja), na Estónia (como Printsess Starla), na França, no canal France 3 em 1996 (como Princesse et Starla magiques les Joyaux),  na Alemanha pela RTL 2 em 1996 e em também pela ORF (como Starla und die Kristallretter),  na Índia pela Hungama TV,  na Itália, pelo canal Italia 1 (como Starla e le sette del gemme mistero), na Roménia, pela TVR1 (como Printesa Starla), na Noruega (como Prinsesse Starla og Juvelridderne), nas Filipinas, pela rede GMA (como Starla na ang mga Jewel Riders), na Polônia pelo RTL 7 em 1997 (como Starla i Jeźdźcy),  em Portugal na SIC, no Canal Panda e no Panda Biggs (como Starla e as Jóias Encantadas), na Rússia (como Принцесса Старла и повелители камней),  na Sérvia (como Старла и небески јахачи), na Espanha, com os títulos de La princesa Starla (TVE1 em 1996)  e Starla i les Amazones de les joies (em catalão pela TV3 / K3 em 2006),   na Suécia pelo Canal + , FilmNet e TV 3 (como Starla och juvelriddarna),  e no Reino Unido pela GMTV no início de 1990. Em 2000, foi adquirido pela Fox Kids Europa. 

### Lançamento em VHS
Na America, foram lançados 4 VHS pela Family Home Entertainment entre janeiro e julho de 1996 que abrangem os 8 primeiros episódios da 1ª temporada.  Levando até a data de lançamento, a Hasbro e a Toys 'R' Us ofereceu um episódio do programa gratuitamente com a compra pré-encomenda de um brinquedo relacionado. Na Europa foram lançados VHS (em 1999 por Carlton Visual Entertainment) e também em francês (em 2000 por Warner Home Video) que continha também episódios da segunda temporada do show.